# Evakuacija i spašavanje
Evakuacija i spašavanje obuhvaća skup radnji, procesa i pravila koje je potrebno provesti u slučaju iznenadnog događaja (požara, potresa, elementarnih nepogoda i slično) koji može ugroziti zdravlje i život ljudi.
Evakuacija i spašavanje definirana je Zakonom o zaštiti na radu. Zakon definira osnovne obaveze glede evakuacije i spašavanja u tvrtkama. Poslodavac je dužan osposobiti jednu osobu na svakih 20 zaposlenika za provođenje evakuacije i spašavanja te joj staviti na raspolaganje svu potrebnu opremu. Također je obavezan provoditi redovite vježbe evakuacije i spašavanja najmanje jednom svake dvije godine prema izrađenom planu evakuacije. Potrebno je sve zaposlenike upoznati s izrađenim planom evakuacije.
Ono što je potrebno prema Zakonu definirati kod izrade plana evakuacije i spašavanja jest:
1. koji iznenadni događaji se mogu dogoditi,
2. koje pravne osobe, odnosno tvrke su obavezne izraditi plan evakuacije i spašavanja,
3. koje točno posljedice se mogu dogoditi nakon nastanka iznenadnog događaja,
4. odrediti i osposobiti jednu ili više osoba potrebnih za provođenje evakuacije i spašavanja,
5. formirati ekipe i postrojbe za provođenje evakuacije i spašavanja,
6. osigurati zaštitna sredstva osobama zaduženim za provođenje evakuacije i spašavanja,
7. izrada plana evakuacije i spašavanja,
8. provoditi redovito vježbe evakuacije i spašavanja.

Gotovo u svim zemljama zaštita stanovništva od opasnosti izazvanih prirodnim nepogodama i katastrofama, tehnološkim i tehničkim nesrećama i od ratnih opasnosti definirana je na približno jednak način.
Pri tome je redovito u zakonodavstvu tih država primjenjivana međunarodna regulativa, za zaštitu od ratnih opasnosti Ženevska konvencija o zaštiti civilnih žrtava rata, odnosno VI. glava II. dopunskog protokola uz Ženevske konvencije, a u području mirnodopskih nesreća (prirodne nepogode i tehnološke nesreće) primjenjuju se odredbe međunarodnih konvencija (na razini Europske unije, Svjetske organizacije rada, Svjetske zdravstvene organizacije, Međunarodne organizacije civilne zaštite - agencije Ujedinjenih naroda) i drugih organizacija koje se bave zaštitom u industrijskim pogonima i akcidentima na takvim objektima.
Sukladno navedenim konvencijama i u svijetu prihvaćenim standardima civilna zaštita je u  Republici Hrvatskoj, jednako kao i drugdje u svijetu, definirana kao humanitarna djelatnost kojoj je cilj zaštita ljudi i imovine od posljedica prirodnih nepogoda, tehničko - tehnoloških i ekoloških nesreća i ratnih djelovanja, a obuhvaća provedbu samozaštite pučanstva, mjere zaštite i spašavanja te aktiviranje i rad službi, tijela za vođenje i zapovijedanje i posebnih postrojbi namijenjenih izvršavanju različitih zadataka zaštite ljudi i imovine.
Svrha provedbe mjera zaštite i spašavanja je angažiranje i uključivanje svih raspoloživih snaga kako bi se spriječilo nastajanje nesreće (primjerice izgradnjom dodatnih nasipa kod obrane od poplava) ili proširenje njena opsega (primjerice u istoj situaciji evakuacija ljudi i imovine), s konačnim ciljem smanjenja ljudskih gubitaka i materijalne štete.
U državi s organiziranim sustavom zaštite i spašavanja u trenutku nastanka opasnosti ili nesreće, odnosno u trenutku kad odgovarajuće službe o tome dobiju podatke ili saznanja, mjere se provode postupno (od općine do države), počevši od provedbe samozaštite građana u vlastitoj sredini, te se zatim postupno, planski i organizirano provodi uključivanje ponajprije snaga i službi kojima je zaštita i spašavanje redovita djelatnost, a zatim i dopunskih stručnih snaga, sve do masovnog uključivanja postrojbi civilne zaštite specijalističke i opće namjene i svih radno sposobnih građana.

## Vrste mjera zaštite i spašavanja
Uobičajeno je da se mjere zaštite i spašavanja dijele po vrsti opasnosti ili vrsti zaštite koju osiguravaju, a osnovne su (prema II. dopunskom protokolu Ženevskih konvencija za ratnu situaciju):
- pravodobno obavješćivanje pučanstva o nastanku opasnosti i uzbunjivanje (služba uzbunjivanja),
- evakuacija,
- sklanjanje ljudi i imovine i zaštita od bojnih otrova,
- spašavanje iz ruševina,
- pružanje prve medicinske pomoći i skrb o povrijeđenima i oboljelima,
- borba protiv požara,
- otkrivanje i označavanje opasnih zona (obuhvaća RKB detekciju, te otkrivanje zaostalih razornih i eksplozivnih sredstava) te RKB dekontaminaciju i razminiranje terena,
- prihvaćanje ugroženog pučanstva i smještaj,
- sanacija terena.

Osim navedenih mjera zaštite i spašavanja Pravilnikom o metodologiji izrade i sadržaju planova zaštite i spašavanja (NN 31/95) još su obuhvaćene sljedeće mjere zaštite i spašavanja:
- zaštita i spašavanje od rušenja visokih brana te obrana od poplava,
- veterinarska zaštita i pomoć,
- zaštita i spašavanje bilja i biljnih proizvoda,
- zaštita i spašavanje na vodi te
- zaštita od epidemija.

## Odjel za zaštitu i spašavanje
U posljednje vrijeme sve se više javlja potreba za zaštitom i spašavanjem ljudi i otklanjanjem posljedica od nesreća izazvanih djelovanjem čovjeka, ili na objektima koje su izgradili ljudi, kao što su velike nesreće u prometu, ispuštanja u okolinu otrovnih, zapaljivih, eksplozivnih ili agresivnih tvari, pucanja brana ili nasipa i slično.
U tom smislu Odjel za zaštitu i spašavanje u svom djelokrugu rada obuhvaća:
- vođenje evidencije o obveznicima civilne zaštite i vojnim obveznicima s ratnim rasporedom u civilnoj zaštiti,
- ustroj postrojbi civilne zaštite specijalističke i opće namjene na razini države, županije, gradova, općina,
- planiranje i provođenje obuke postrojbi civilne zaštite,
- vođenje evidencije o povjerenicima civilne,
- ustroj stožera civilne zaštite, zapovjedništva i područnih zapovjedništava civilne zaštite na svim razinama ustroja lokalne uprave i samouprave,
- vođenje evidencije skloništa osnovne zaštite i praćenje stanje skloništa (920 skloništa na području Grada Zagreba i 72 skloništa na području Zagrebačke županije),
- vođenje evidencije obveznika s ratnim rasporedom na mjestu voditelja skloništa (1067 voditelja skloništa u Gradu Zagrebu i 94 voditelja skloništa za područje Zagrebačke županije),
- davanje mišljenja na urbanističke planove u svezi s mjerama zaštite i spašavanja,
- izradu Procjene ugroženosti od prirodnih, tehničkih, tehnoloških i ekoloških nesreća, kao i od ratnih razaranja,
- izradu Plana zaštite i spašavanja,
- praćenje provođenja mjera sanacije izvanrednih događaja manjih razmjera te izrada izvješća o učinjenom,
- skrb o materijalnim i tehničkim sredstvima civilne zaštite, te planiranje njihove nabave sukladno materijalnim formacijama.